# 山本凌亭
山本 凌亭（やまもと りょうてい、1865年10月5日（慶応元年10月5日） - 1938年（昭和13年）11月11日）は、日本の南宗画家。児玉果亭の門人。果亭の門人は数多くあったが最後まで門人として続いた人は山本凌亭一人である。果亭は「自分を凌ぐ」と期待し凌亭という号を与えた。本名は山本 祐善（やまもと ゆうぜん）。
信濃国高井郡佐野村（現在の長野県下高井郡山ノ内町）出身。同村角間温泉「群芳草庵」を画室とし児玉果亭の粉本巻物の「歌仙詩意」は凌亭の筆である。果亭塾に入門翌年の1885年（明治18年）制作の六曲屏風である「飲中八仙図」（山本凌亭筆、春日喜一郎書）は凌亭21歳の時の書で児玉果亭書の「飲中八仙図」よりも10年も早く、この絵からも果亭が「自分を凌ぐ」という意味の凌亭という号を与えたのもうなずける名作である。

## 経歴
- 1884年（明治17年）南宗画家の児玉果亭の果亭塾に入門[2]。
- 1885年（明治18年）六曲屏風「飲中八仙図」（山本凌亭筆、春日喜一郎書）制作[2]。
- 1887年（明治20年）10月 南宗画家の児玉果亭に師事し、号を凌亭とする。
- 1901年（明治34年）1月12日 長野県下高井郡穂波村（現・山ノ内町）佐野区長に就任[1]。
- 1920年（大正9年）12月2日 長野県下高井郡穂波村（現・山ノ内町）学務委員に就任[1]。

## 親族・家系
- 曽祖父：山本要蔵 - 長野県下高井郡穂波村（現・山ノ内町）出身[1]。
- 祖父：山本勇八 - 長野県下高井郡穂波村（現・山ノ内町）出身[1]。
- 父：山本伊兵衛 - 長野県下高井郡穂波村（現・山ノ内町）出身の書家、資産家[1]。
- 岳父：春日与市 - 長野県県会議員（第1回県議選～第4回県議選）。下高井教育会長を務めた[1]。
- 妻：春日多可 - 春日与市（長野県初代県会議員）の次女。
- 義兄：春日喜一郎 - 春日与市の長男。長野県下高井郡郡議員。長野県下高井郡穂波村村長。能書家としては山本凌亭との交流が深かった[3]。所有する田畑は60町歩（180000坪）、山林は現在の佐野の8割に達した[4]。
- 義兄：春日勝太郎 - 春日与市（長野県初代県会議員）の次男。生糸貿易にてアメリカ合衆国へ渡る[5]。
- 義弟：宮崎通知 - 春日与市の三男。旧姓春日通知。長野県下高井郡平穏村村長。夜間瀬川砂防護岸工事の功労により、建設大臣より表彰される（昭和29年）。
- 長男：山本保 - 長野県下高井郡穂波村村長。雅号は山本蕙田。画家の小坂芝田門下。洋画家の山本秀麿（昭和52年日府展理事、昭和55年紺綬褒章）の父[1]。
- 次男：春日毎治 - 長野県中野市初代市議会議長、長野地方裁判所飯山支部調停委員長。